# Клайд Де Вінна
Клайд Де Вінна (англ. Clyde De Vinna; 13 липня 1890 — 26 липня 1953) — американський кінооператор і оператор-постановник. Він виграв премію Американської кіноакадемії за найкращу операторську роботу за фільм «Білі тіні південних морів», представлений Американською академією кінематографічних мистецтв і наук на 2-й церемонії вручення премії «Оскар».

## Біографія
Клайд Де Вінна народився 13 липня 1890 року у місті Седалія (штат Міссурі).
Де Вінна протягом своєї кар'єри зняв більш ніж 120 фільмів і телевізійних передач в період з 1916 по 1953 рік. Він закінчив університет у штаті Арканзас і почав свою кар'єра в кіностудії Inceville в 1915 році. В 1916 році він зняв фільм Рейдери (MGM). Під час зйомки Трейдер Хорн (1931) в Кенії, він був відряджений як оператор в африканський базовий табір у Найробі.
Де Вінна помер 26 липня 1953 року в Лос-Анджелесі (штат Каліфорнія).

## Фільмографія
- 1923 : Шалена вечірка / The Wild Party
- 1925 : Бен-Гур: історія Христа / Ben-Hur: A Tale of the Christ
- 1927 : Переможці пустелі / Winners of the Wilderness
- 1928 : Закон хребта / The Law of the Range
- 1931 : Політика / Politics
- 1931 : Трейдер Хорн / Trader Horn
- 1932 : Тарзан, людина-мавпа / Tarzan the Ape Man
- 1934 : Острів скарбів / Treasure Island
- 1934 : Тарзан і його подруга / Tarzan and His Mate
- 1935 : О, дикість! / Ah, Wilderness!
- 1935 : Військово-повітряна академія / West Point of the Air
- 1936 : Старий Хатч / Old Hutch
- 1937 : Негідник з Брімстоун / The Bad Man of Brimstone
- 1940 : Вайомінг / Wyoming
- 1941 : Погана людина / The Bad Man
- 1941 : Барнакл Білл / Barnacle Bill
- 1942 : Звуки горна / The Bugle Sounds